# Nucléide α
Un nucléide α est un nucléide constitué d'un nombre entier de particules α, c'est-à-dire de noyaux 4
2He. Ces isotopes ont un nombre égal et pair de protons et de neutrons. Ils jouent un rôle important dans la nucléosynthèse stellaire car l'environnement énergétique au sein des étoiles est propice à la fusion de particules α pour former des noyaux plus lourds. Les nucléides α stables ainsi que leurs produits de désintégration stables sont parmi les métaux les plus abondants dans l'univers.
On parle également de nucléide α pour désigner un radionucléide émetteur de particules α par désintégration α.
| Unités α | Nucléide | Désintégration               | Produits de désintégration |
| -------- | -------- | ---------------------------- | -------------------------- |
| 1        | 4 2He    | Stable                       |                            |
| 2        | 8 4Be    | α en 8,19(37) × 10−17 s      | 4 2He                      |
| 3        | 12 6C    | Stable                       |                            |
| 4        | 16 8O    | Stable                       |                            |
| 5        | 20 10Ne  | Stable                       |                            |
| 6        | 24 12Mg  | Stable                       |                            |
| 7        | 28 14Si  | Stable                       |                            |
| 8        | 32 16S   | Stable                       |                            |
| 9        | 36 18Ar  | Désintégration non observée. |                            |
| 10       | 40 20Ca  | Désintégration non observée. |                            |
| 11       | 44 22Ti  | ε en 60,0(11) ans            | 44 21Sc ⟶ 44 20Ca          |
| 12       | 48 24Cr  | β+ en 21,56(3) heures        | 48 23V ⟶ 48 22Ti           |
| 13       | 52 26Fe  | β+ en 8,275(8) heures        | 52m 25Mn ⟶ 52 24Cr         |
| 14       | 56 28Ni  | β+ en 6,075(10) jours        | 56 27Co ⟶ 56 26Fe          |
| 15       | 60 30Zn  | β+ en 2,38(5) minutes        | 60 29Cu ⟶ 60 28Ni          |

L'énergie de liaison nucléaire des nucléides α plus lourds que le zinc 60, commençant avec le germanium 64, est trop élevée pour permettre leur formation par fusion. Le nucléide α le plus lourd connu en 2018 était le xénon 108, dont le noyau est doublement magique.